# Dóra Bodonyi
Dóra Bodonyi, née le 7 novembre 1993 à Szarvas, est une kayakiste hongroise. Elle est médaillée de bronze sur le K2 - 500 m avec Danuta Kozák à Tokyo en 2021.
Sur l'épreuve du K-4 500 m, l'équipage hongrois composé de Kozák, Csipes, Kárász et Bodonyi décrochent le titre devant les Biélorusses et les Polonaises avec un chrono de 1 min 35 s 463.

## Palmarès

### Jeux olympiques
- médaille de bronze du K2 - 500 m aux Jeux olympiques d'été de 2020 à Tokyo

### Championnats du monde
- médaille d'or du K1 - 5 000 m aux Championnats du monde de course en ligne 2019 à Szeged
- médaille d'or du K4 - 500 m aux Championnats du monde de course en ligne 2019 à Szeged
- médaille d'or du K1 - 1 000 m aux Championnats du monde de course en ligne 2018 à Montemor-o-Velho
- médaille d'or du K4 - 500 m aux Championnats du monde de course en ligne 2018 à Montemor-o-Velho
- médaille d'or du K1 - 5 000 m aux Championnats du monde de course en ligne 2017 à Račice
- médaille de bronze du K2 - 1 000 m aux Championnats du monde de course en ligne 2015 à Milan

### Championnats d'Europe
- médaille d'or du K1 - 5 000 m aux Championnats d'Europe de course en ligne 2021 à Poznań
- médaille d'or du K2 - 500 m aux Championnats d'Europe de course en ligne 2021 à Poznań
- médaille d'or du K4 - 500 m aux Championnats d'Europe de course en ligne 2021 à Poznań
- médaille d'or du K4 - 500 m aux Championnats d'Europe de course en ligne 2018 à Belgrade
- médaille d'or du K1 - 5 000 m aux Championnats d'Europe de course en ligne 2017 à Plovdiv
- médaille d'or du K1 - 1 000 m aux Championnats d'Europe de course en ligne 2017 à Plovdiv
- médaille d'argent du K1 - 5 000 m aux Championnats d'Europe de course en ligne 2016 à Moscou

### Jeux européens
- médaille d'argent du K1 - 5 000 m aux Jeux européens de 2019 à Minsk